# Tête à claques (film, 1982)
Pour les articles homonymes, voir Tête à claques.
Tête à claques est un film français de Francis Perrin, sorti le 17 février 1982.

## Synopsis
Auteur de chansons sans éditeur, anar et poète, Alex vit seul avec son jeune fils, Bruno. Chauffeur de taxi, il ramène un jour dans un commissariat un sac oublié par une cliente : il se retrouve attaché par des menottes à une fille à papa. À partir de cet instant, le destin d'Alex sera lié à celui de cette miss catastrophe, qui va totalement chambouler sa vie...

## Fiche technique
- Titre : Tête à claques
- Réalisation : Francis Perrin
- Scénario : Francis Perrin, d'après le roman de Alex Varoux Pas ce soir chérie
- Adaptation : Alex Varoux, Francis Perrin et Paul Claudon
- Dialogue : Alex Varoux
- Assistants réalisateurs : Daniel Janneau, Graziella Molinaro, Jean-Noël Félix
- Musique : Yves Gilbert
- Photographie : Didier Tarot
- Décors : Jean-Claude Gallouin
- Montage : Ghislaine Desjonquières
- Son : Michel Desrois
- Production : Paul Claudon pour APAC, Les Films de la Colombe, Antenne 2
- Directeur de production : Hubert Mérial
- Distribution : S.N Prodis
- Pellicule 35 mm, Eastmancolor
- Durée : 90 minutes
- Année : 1982
- Genre : comédie
- Pays :  France

## Distribution
- Francis Perrin : Alex Berthier
- Fanny Cottençon : Sandrine Crispin-Vautier
- Antoine Bessis : Bruno Berthier
- Jacques François : monsieur Crispin-Vautier
- Michèle Bernier : Julie, la bonne
- Maurice Baquet : le voisin d'Alex
- Geneviève Fontanel : Mme Crispin-Vautier
- Yvonne Gaudeau : la grand-mère
- Claudine Delvaux : la patronne du garage
- Daniel Desmars : Didier Crispin-Vautier
- Marc Dudicourt : le directeur de la prison
- Jean-Paul Farré :  l'avocat
- Jacques Ferrière : le patron du garage
- Philippe Rondest : Salvagnac
- Jean-Claude Bouillaud : le patron du bistrot
- Philippe Brizard : le gardien de la prison
- Fernand Guiot : le commissaire
- Annie Jouzier : Valérie
- Jean-Claude Martin : le flic aux objets trouvés
- Anne-Marie Jabraud
- Jacques Marchand
- Nono Zammit : le factionnaire
- Martine Chopy